# Carol Britto
Carol Britto, geboren als Carol Whitney (Cleveland (Ohio), 20 mei 1935 – New York, 16 maart 2012), was een Amerikaanse jazzpianiste.

## Biografie
Britto groeide op in Cleveland en verhuisde daarna naar Toronto, waar ze de Oscar Petersons Advanced School of Music bezocht om daarna een trio te leiden, eerst in het Royal York Hotel, later in George's Spaghetti House. Ook speelde ze tijdens de jaren 1970 in de band van Tommy Dorsey. Bovendien was ze tussen 1977 en 1979 werkzaam als organiste voor de Toronto Blue Jays. Eind jaren 1970 trad ze op met bassist Dave Young in de jazzclub Bourbon Street in Toronto. Na vele jaren in Toronto verhuisde ze in 1984 naar New York. Van 1985 tot 1990 presenteerde ze haar muziek in een duo met Major Holley. Ze speelde meestal ballads en jazzstandards, waaronder van Duke Ellington, Thelonious Monk, Miles Davis en Paul Desmond. Na eerste trio-opnamen in 1967 in Toronto nam ze in 1985 in een duo met de bassist Michael Moore het album Inner Voices op. In 1987 volgde het album Alone Together, weer met Michael Moore en met Flip Phillips. Britto was bekend voor haar percussieve stijl.

## Overlijden
Carol Britto overleed in maart 2012 op 76-jarige leeftijd.